# Кацарова, Мариана
Мариана Кацарова (род. 1966, София) — болгарская журналистка, правозащитница и международный эксперт по правам человека. В 2006 году она основала в Лондоне международную правозащитную организацию RAW in WAR (Reach All Women in War) — «Давайте доберёмся до каждой женщины на войне», которая ежегодно вручает премию Анны Политковской правозащитницам из конфликтных зон, которые, как и Политковская, защищают жертв этих конфликтов с большим риском для себя.

## Биография
Мариана Кацарова родилась в Софии. Она окончила факультет журналистики Софийского университета и Колумбийского университета в Нью-Йорке, специализировалась по международному праву в Лондонской школе экономики (LSE), Женевской академии международного гуманитарного права и прав человека и лидерству в Школе бизнеса Оксфордского университета. В 1989 году Марьяна Кацарова стала одной из основателей первой свободной правой газеты в Болгарии — «Демократия».
Она работала в Amnesty International в Лондоне, в Комитете юристов по правам человека в Нью-Йорке, в Организации по безопасности и сотрудничеству в Европе в Варшаве, в Европейском банке реконструкции и развития в Лондоне. Она была советником Верховного комиссара ООН по правам человека в Женеве по вопросу торговли людьми и рабства. Два года (с 2014 по 2016 год) провела в Донецке, где возглавляла миссию ООН по наблюдению за соблюдением прав человека.
С 2001 года Марияна Кацарова и основанная ей организация «Общество за справедливость» организуют в Болгарии ежегодную кампанию «День Победы» и «One Billion Rising» — «Восстание миллиарда — против насилия в отношении женщин и девочек».
В мае 2023 года была назначена спецдокладчиком ООН по ситуации в России. Первый доклад был представлен в сентябре 2023 года, в октябре 2023 года мандат был продлён на год.